# ماهی‌های چشم‌آبی (سرده)
ماهی‌های چشم‌آبی (نام علمی: Pseudomugil) نام یک سرده از تیره ماهیان چشم‌آبی است.

## گونه‌ها
این سرده ۱۶ گونه رسمی دارد:
- چشم‌آبی پوپوندتا جی آر الن، ۱۹۸۱
- چشم‌آبی نئون جی آر الن و سارتی، ۱۹۸۳
- چشم‌آبی دم‌چنگالی نیکولاس، ۱۹۵۵
- چشم‌آبی خال‌دار ام سی دبلیو وبر، ۱۹۱۱[۱]
- چشم‌آبی ناهویدا تایسون آر رابرتس، ۱۹۷۸
- چشم‌آبی ایوانتسف جی آر الن و رنیان، ۱۹۹۹
- چشم‌آبی نئون سرخ جی آر الن، آنمک و هادیاتی، ۲۰۱۶[۱]
- چشم‌آبی دماغه ایوانتسف و جی آر الن، ۱۹۸۴
- چشم‌آبی عسلی جی آر الن و ایوانتسف، ۱۹۸۲
- چشم‌آبی گینه نو ام سی دبلیو وبر، ۱۹۰۷
- چشم‌آبی مرداب جی آر الن و آر مور، ۱۹۸۱
- چشم‌آبی پاسکا جی آر الن و ایوانتسف، ۱۹۸۶
- چشم‌آبی ترانما جی آر الن و ایوانتسف، ۱۹۹۸
- چشم‌آبی فوخل‌کپ جی آر الن و ایوانتسف، ۱۹۸۶
- چشم‌آبی آرام کنر، ۱۸۶۶
- چشم‌آبی دل‌چسب دبلیو آر تیلور، ۱۹۶۴